# トビズムカデ
トビズムカデ（学名：Scolopendra mutilans）は、オオムカデ目・オオムカデ科に属するムカデの一種。

## 形態と生態

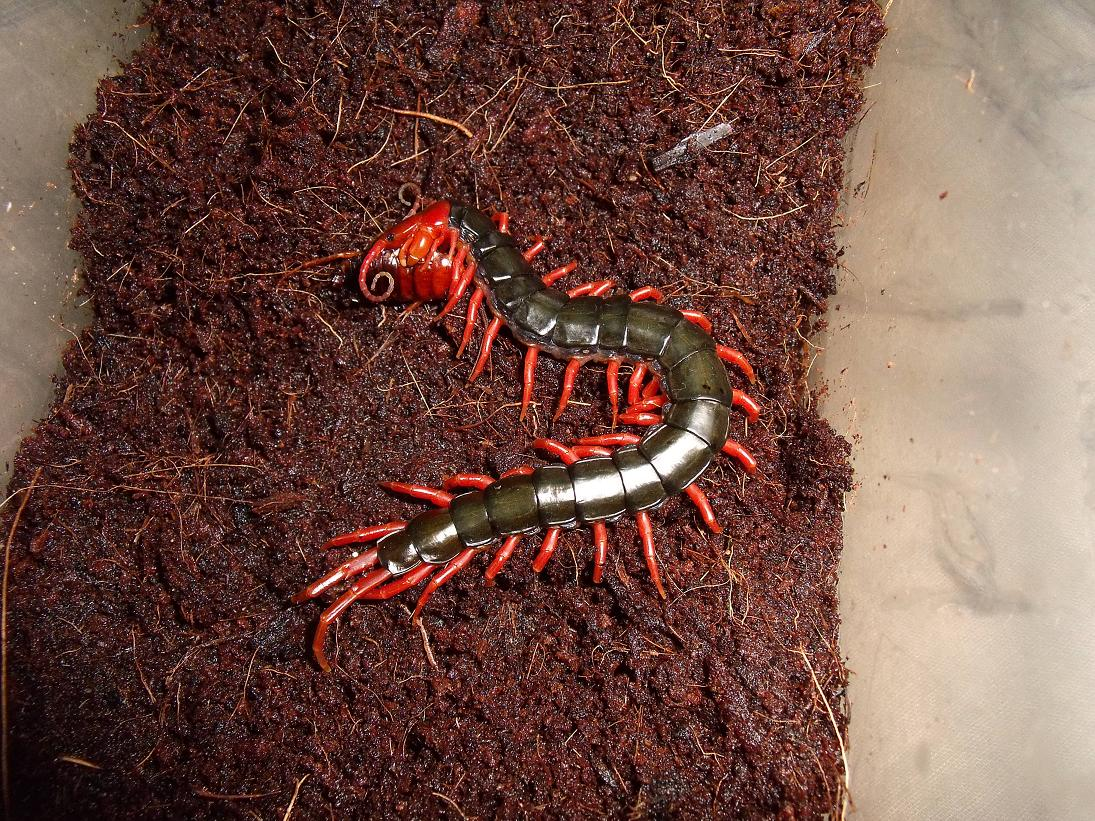
この個体は頭部と脚部が朱色である。上記画像の個体とは胴部の色彩も若干異なる

体長が普通8～15cmで、まれに20cm近くにもなり日本産ムカデの中では最大級。体色に個体ごとの変異が多く、赤い頭に黄色い足を持つ個体や、朱色の頭と足を持つ個体など、様々なものが存在する。
他のオオムカデ類と区分するには、体色（頭部と第1背板は鮮明な赤、残りの背板は暗緑色）・曳航肢の前腿節の棘の配置（腹面外側と内側それぞれ2本と1本、背面内側2本で終端の方は先端が二股状）・顎肢の基胸板の歯（左右各5本）・跗節棘（第1-20対の脚にある）などの同定形質を併せて識別できる。
北海道南部から沖縄にかけて生息し、春から晩秋まで観察される。暖地や屋内では一年を通して見ることもある。
他のオオムカデ類と同様、成体と同じ数の体節と脚を持って生まれる。通常は朽木や雑木林の落ち葉の中などやや湿り気のあるところに生息するが、肉食性なのでゴキブリやバッタ、ガ、ネズミなど小動物を捕食するため、住宅地でもゴキブリなどムカデの餌になるものが繁殖している人家では餌を求めて侵入することがある（ただし、住居内で産卵することはない）。また、多くのオオムカデ類と同様、頑丈な顎肢には毒腺があり、それを刺すことで相手の体内に毒を注入することができる。
節足動物の中ではシミなどと並んで比較的長命の種で、およそ5年から7年ほど生きる。

## 繁殖
繁殖期には雄が雌の住む場所に行き、雌と気があったのであれば雌を誘因物質で誘導し、精子の入った精筴を置き、雌はそれを尾部の生殖器で回収する。
雌は小さな巣穴で80個近くの卵を産む。卵は背に乗せ、地面に触れないように抱卵し、体を丸めて卵を守る。卵を絶えず舐め、カビが生えないように抱卵する。卵は、雌の抱卵行動がなければ孵化出来ない。また、刺激を与えられたり、天敵に襲われた際には、雌は抱卵行動を放棄し、卵を食べてしまう。
孵化した幼体は二回ほど脱皮したら、親元を離れ、独立生活をする。

## 近似種
似た種にアオズムカデやアカズムカデがいる。亜種とされていたアオズムカデはこれらの中では比較的小型で、10cm以下の個体が多く、数も比較的少ない。
また、マレーシア産のマレージャイアントオオムカデ（をはじめとした東南アジア一帯には巨大な亜種がおり、体長が30cm近くにも達する。
中国では蜈蚣（ごこう）という漢方薬として使用される。アトピー性皮膚炎などの治療のほか、散剤として他の漢方薬に混合される。

## 人との関わり
顎肢には毒腺があるため、衛生害虫として問題視される。
本種は人の住環境、農地等にも生息・出没するため、人と遭遇することが多い。その結果、子供が興味本位で触れたり、就寝中の寝返りにより接触したり、外履きの中に侵入しており気付かずに履いた場合や農作業中に掴んだりした場合に人が咬まれることがある。毒はヒスタミン、セロトニン等のアミン類、また血球溶解作用（溶血性）を有するタンパク質が主成分である。これを体内に注入されると、激しく痛む(ムカデ咬症)。咬傷時には、早急に医療機関で診療を受けることが勧められる。